# Coroiu
Coroiu – wieś w Rumunii, w okręgu Vaslui, w gminie Tutova. W 2011 roku liczyła 175 mieszkańców.